# The Primitive Way
The Primitive Way è un cortometraggio muto del 1915 diretto e interpretato da Tom Santschi. Prodotto dalla Selig, aveva tra gli altri interpreti Bessie Eyton e Lafe McKee.

## Produzione
Il film fu prodotto dalla Selig Polyscope Company.

## Distribuzione
Distribuito dalla General Film Company, il film - un cortometraggio in una bobina - uscì nelle sale cinematografiche statunitensi il 23 gennaio 1915.